# Leonard Cohen: I'm Your Man
Leonard Cohen: I'm Your Man je dokumentární film, který natočila australská herečka a režisérka Lian Lunson o kanadském hudebníkovi Leonardu Cohenovi. Premiéru měl 11. září 2005 na festivalu Toronto International Film Festival a do amerických kin byl uveden v červnu následujícího roku. Založen je na programu Came So Far for Beauty, který pořádal Hal Willner a při němž různí hudebníci zahráli písně Leonarda Cohena. Závěr filmu obstarává skupina U2, která doprovází samotného Cohena při písni „Tower of Song“ (tato píseň nebyla nahrána při koncertě, ale ve studiu).

## Soundtrack
Soundtrack k filmu byl vydán v červenci roku 2006 hudebním vydavatelstvím Verve Forecast Records.
1. Martha Wainwright: „Tower of Song“
2. Teddy Thompson: „Tonight Will Be Fine“
3. Nick Cave: „I'm Your Man“
4. Kate & Anna McGarrigle a Martha Wainwright: „Winter Lady“
5. Beth Orton: „Sisters of Mercy“
6. Rufus Wainwright: „Chelsea Hotel No. 2“
7. Antony: „If It Be Your Will“
8. Jarvis Cocker: „I Can't Forget“
9. The Handsome Family: „Famous Blue Raincoat“
10. Perla Batalla: „Bird on the Wire“
11. Rufus Wainwright: „Everybody Knows“
12. Martha Wainwright: „The Traitor“
13. Nick Cave, Perla Batalla a Julie Christensen: „Suzanne“
14. Teddy Thompson: „The Future“
15. Perla Batalla a Julie Christensen: „Anthem“
16. Leonard Cohen a U2: „Tower of Song“
17. Laurie Anderson: „The Guests“ (bonus při zakoupení na iTunes Store)